# 星花碱蓬
星花碱蓬（学名：Suaeda stellatiflora）是苋科碱蓬属的植物，是中国的特有植物。分布于中国大陆的新疆、甘肃等地，生长于海拔900米至2,150米的地区，常生于沙丘间、盐碱土荒地、湖边以及渠沿。